# Fear Factor Chile
Fear Factor Chile (Factor Miedo, Chile) fue un reality show chileno, transmitido por Canal 13. Está basado en la franquicia holandesa Fear Factor, que tiene sus versiones en Brasil, Filipinas y Estados Unidos. Consta de tres parejas por capítulo que tendrán que superar varias pruebas extremas, con la pareja ganadora recibiendo un premio de $3.000.000 de pesos chilenos (cerca de US 6.200 dólares en el año 2010). Su presentadora es Tonka Tomicic. El programa fue transmitido todos los sábados a partir del 13 de noviembre del 2010. y fue grabada en Santiago, Chile.

## Episodio 1
Participantes
| Nombre            | Edad | Ciudad                    | Ocupación                | Posición Final |
| ----------------- | ---- | ------------------------- | ------------------------ | -------------- |
| Valeria Landa     | 28   | Ñuñoa                     | Bailarina                | Ganadores      |
| Tomás Castillo    | 26   | Las Condes                | Preparador Físico        | Ganadores      |
| Daniela Neuman    | 26   | Peñalolén                 | Modelo                   | Segundos       |
| Christián Guiñez  | 31   | Santiago Centro           | Cantante                 | Segundos       |
| Camila Recabarren | 20   | Santiago Centro/La Serena | Modelo                   | Terceros       |
| Christian Harboe  | 25   | Las Condes                | Estudiante de Ingeniería | Terceros       |

### Transcurso del episodio
| # | Participantes       | Pruebas   | Pruebas    | Pruebas    |
| # | Participantes       | 1         | 2          | 3          |
| - | ------------------- | --------- | ---------- | ---------- |
| 1 | Valeria & Tomás     | Continúan | Ganadores  | Ganadores  |
| 2 | Daniela & Christián | Ganadores | Inmunes    | Eliminados |
| 3 | Camila & Christian  | Continúan | Eliminados |            |

### Prueba 1 - "Agárrate si puedes"
Los participantes fueron elevados de a uno a una plataforma a más de 50 metros de altura, una vez ahí, y al escuchar la orden de Tonka, debían saltar y afirmarse el mayor tiempo posible sobre un fierro. La persona que durara más tiempo, haría que su equipo pasara directo a la final.
Primero fue el turno de los hombres y Christián Guiñez fue el primero en saltar, pero falló. Tomás fue el segundo, pero al igual que Christián, falló. Luego vino el turno de Christian Harboe, quien fue el único hombre en lograr el objetivo de la prueba. Cuando fue el turno de las mujeres, Daniela fue la primera en saltar y logró el objetivo de la prueba. Después de Daniela, vino Valeria, quien también lo logró. La última en saltar fue Camila, quién logró agarrarse, pero se soltó de inmediato. Al final, la persona ganadora de esta prueba y que le entregó el paso directo a la final a su equipo verde, fue Daniela.

### Prueba 2 - "De boca en boca"
En la segunda prueba, los dos equipos perdedores debían sentarse en una silla e introducir sus cabezas a un cubículo que sería llenado con arañas pollito, una vez dentro, la mujer debía con la boca sacar una llave y pasársela a su compañero, quién debía abrir el candado y soltarse. El equipo que lo hiciera en menor tiempo, pasaba a la final y quien lo hiciera en un mayor tiempo sería eliminado.
Daniela y Christián decidieron que Camila y Christian debían ir primero. El temor de Camila por las arañas la hizo ponerse un poco nerviosa, pero al final completaron la prueba en un tiempo de 24 segundos. Luego vinieron Valeria y Tomás, quienes completaron la prueba rápidamente en un tiempo de 17 segundos y lograron pasar a la final.

### Prueba 3 - "Carrera de fuego"
En la prueba final, los participantes masculinos de cada equipo serían atados a una camioneta que se desplazaría a 60 kilómetros por hora, una vez que vieran la llama encendida, se debían soltar y llegar los más cerca posible al logo de Fear Factor.
El primero en competir fue Tomás, quien llegó muy cerca del logo y cumplió satisfactoriamente la prueba. Luego fue el turno de Christián, quien también cumplió con el objetivo de la prueba. Al final, solo 1 metro y 1 centímetro separaban al ganador del perdedor, pero fue Tomás quien llegó más cerca del logo e hizo vencer al equipo rojo compuesto por él y Valeria.

## Episodio 2
Participantes
| Nombre             | Edad | Ciudad          | Ocupación                      | Posición Final |
| ------------------ | ---- | --------------- | ------------------------------ | -------------- |
| Diana Guerra       | 27   | N/A             | Productora de eventos          | Ganadores      |
| Pedro Astorga      | 22   | Cajón del Maipo | Estudiante de Publicidad       | Ganadores      |
| Fernanda Marambio  | 21   | Vitacura        | Estudiante                     | Segundos       |
| Felipe Yost        | 21   | Ñuñoa           | Estudiante de Educación Física | Segundos       |
| María José Martino | 27   | Las Condes      | Arquitecta                     | Terceros       |
| Oscar Parra        | 26   | Santiago Centro | Profesor/Modelo                | Terceros       |

### Transcurso del episodio
| # | Participantes      | Pruebas   | Pruebas    | Pruebas    |
| # | Participantes      | 1         | 2          | 3          |
| - | ------------------ | --------- | ---------- | ---------- |
| 1 | Diana & Pedro      | Continúan | Ganadores  | Ganadores  |
| 2 | Felipe & Fernanda  | Ganadores | Inmunes    | Eliminados |
| 3 | Oscar & María José | Continúan | Eliminados |            |

### Ratings de audiencia
| Episodio | Fecha de emisión        | Audiencia | Índice de audiencia % | Ranking Diario | Referencia |
| -------- | ----------------------- | --------- | --------------------- | -------------- | ---------- |
| 1        | 13 de noviembre de 2010 | 1 millón  | 9.9                   | #4             | [ 6 ]      |